# Canton de Hpakant
Le canton de Hpakant (birman : ဖားကန့်မြို့နယ် ; également appelé canton de Kamaing) est un canton du district de Mohnyin dans l'État kachin en Birmanie. Le centre administratif est Hpakant et la ville principale est Kamaing.